# Devol (Oklahoma)
Devol es un pueblo ubicado en el condado de Cotton en el estado estadounidense de Oklahoma. En el año 2010 tenía una población de 151 habitantes y una densidad poblacional de 116,15 personas por km².

## Geografía
Devol se encuentra ubicado en las coordenadas 34°11′38″N 98°35′26″O / 34.19389, -98.59056 (34.193755, -98.590533).

## Demografía
Según la Oficina del Censo en 2000 los ingresos medios por hogar en la localidad eran de $35,313 y los ingresos medios por familia eran $46,563. Los hombres tenían unos ingresos medios de $23,750 frente a los $28,333 para las mujeres. La renta per cápita para la localidad era de $14,792. Alrededor del 9.4% de la población estaban por debajo del umbral de pobreza.